# Lepus
Lepus (Lep), a Lebre, é uma constelação do hemisfério celestial sul logo ao sul do equador celeste, abaixo da constelação de Orion, e possivelmente representando uma lebre sendo caçada por Orion, o caçador. Lepus uma das 48 constelações de Ptolomeu, e figura também entre as 88 constelações modernas. O genitivo, usado para formar nomes de estrelas, é Leporis.

## Localização
Lebre se situa imediatamente ao sul da constelação de Órion e a oeste da constelação Cão Maior. Localizar Lebre é portanto fácil. Ela deve sua sobrevivência em tal entorno a sua relativa discrição, sendo suas estrelas relativamente menores (mag 3) que as de seus vizinhos.

## Estrelas Principais
Alfa – Arneb - estrela de magnitude visual 2.58, absoluta -5.40; dista 1284 anos-luz e tem 73 raios solares; temperatura superficial 7200 K e classe espectral F0I-b.
Beta - Nihal - é uma binária aproximada com companheira tênue; magnitudes 2.8 e 11; separação 2.5". estrela de magnitude visual 2.81, absoluta -0.63; dista 159 anos-luz e tem 12 raios solares; temperatura superficial 5080 K e classe espectral G5II.
Gamma Leporis - é uma larga binária com coloração em leve contraste, amarelo e laranja e magnitudes 3.7 e 6.3; separação 96.3".  estrela de magnitude visual 3.59, absoluta 3.82; dista 29 anos-luz e tem 1.38 raios solares. Classe espectral F7V; temperatura superficial 6280 K. 
Delta Leporis - estrela de magnitude visual 3.76, absoluta 1.07; dista 112 anos-luz e tem 6.2 raios solares. Classe espectral G8III; temperatura superficial 5570 K.
Épsilom Leporis - estrela de magnitude visual 3.19, absoluta -1.02; dista 226 anos-luz e tem 24 raios solares; temperatura superficial 4590 K e classe espectral K4III.
Zeta Leporis - estrela de magnitude visual 3.55, absoluta 1.88; dista 70 anos-luz e tem 1.6 raios solares; temperatura superficial 8970 K e classe espectral A2V.
Eta Leporis - estrela de magnitude visual 3.71, absoluta 2.82; dista 49 anos-luz e tem 1.7 raios solares. Classe espectral F1V; temperatura superficial 7050 K.
Kappa Leporis - é um sistema fixo de magnitudes 4.5 e 7.4; separação 2.6".   
Mu Leporis - é uma variável tipo alfa CV que oscila de 2.97 a 3.41 cada dois dias. estrela de magnitude visual 3.29, absoluta -0.47; dista 184 anos-luz e tem 3.5 raios solares; temperatura superficial 10500 K e classe espectral B9IV.
Rho Leporis - é uma variável tipo alfa Cygni e flutua de 3.83 a 3.90.   
HJ 3750 – é uma binária fixa com magnitudes 4.7 e 8.5; separação 4.2".   
h3752 – sistema múltiplo com par AB possuindo magnitudes 5.5 e 6.5 e separação aparente 3.1". C tem magnitude 9 e está separado 59".   
R Leporis - é uma variável de longo-período tipo Mira e oscila de 6 a 11.5 com período de 427.07 dias, podendo oscilar de 427 a 440 dias. A estrela arde com um intenso vermelho; John Russell Hind (em 1845) a descreveu como "uma gota de sangue no fundo do céu". Infelizmente, quando a estrela atinge o máximo, perde muito da sua cor. 

## Objetos do céu profundo
A área da abóboda celeste ocupada pela constelação de Lebre conta com o Messier 79 - (NGC 1904), um aglomerado globular pequeno distante a 41.000 anos-luz.